# HMHS Britannic
El HMHS Britannic fue un transatlántico británico propiedad de la compañía naviera White Star Line, el segundo barco de la empresa bautizado con este nombre. Fue el tercer y último barco de la clase Olympic, siendo por ende buque gemelo de los famosos transatlánticos RMS Olympic y RMS Titanic. En el momento del fatídico naufragio del Titanic, su construcción todavía se encontraba en una etapa inicial.
El buque había sido construido para transportar pasajeros y debería haber navegado con el acrónimo RMS, pero fue requisado en la Primera Guerra Mundial y solo funcionó como transporte de tropas y barco hospital hasta su hundimiento en 1916.
Tras acabar la guerra, la pérdida de la nave se compensó con la concesión del SS Bismarck a la White Star como parte de las reparaciones de guerra, siendo renombrado como Majestic. El Britannic fue el barco más grande hundido durante la contienda y, actualmente, es el transatlántico hundido más grande del mundo.

## Construcción
Las dimensiones originales del Britannic fueron similares a la de sus hermanas mayores; sin embargo, estas fueron alteradas luego del naufrágio del Titanic, aprovechando que aún se encontraba en plena construcción. Con un tonelaje bruto de 48.158 toneladas, superó al Olympic y al Titanic en volumen interno, pero esto no lo convirtió en el mayor buque de pasajeros en servicio en aquel momento; el SS Vaterland alemán ostentaba este título con un tonelaje significativamente mayor.
Los buques de la clase Olympic eran propulsados por un sistema combinado de dos máquinas de vapor de triple expansión que impulsaban las hélices exteriores de tres palas, mientras que una turbina de vapor de baja presión utilizaba el vapor extraído de las dos máquinas alternativas para impulsar la hélice central de cuatro palas, alcanzando una velocidad máxima de 23 nudos.

### Diseño posterior al Titanic
El Britannic tenía una distribución similar a la de sus buques gemelos. Tras el desastre del Titanic y las investigaciones posteriores, se realizaron varios cambios de diseño en los transatlánticos restantes de la clase Olympic. En el caso del Britannic, estos cambios, realizados antes de su botadura, incluyeron el aumento de la manga del buque a 29 m (94 pies) para permitir un doble casco a lo largo de las salas de máquinas y calderas, y la elevación de seis de los 15 mamparos estancos hasta la cubierta B. Además, se añadió una turbina más grande de 18 000 caballos de fuerza (13 000 kW) en lugar de las unidades de 16 000 caballos de fuerza (12 000 kW) instaladas en los buques anteriores, en respuesta al aumento de la anchura del casco. Se mejoraron los compartimentos estancos centrales, lo que permitió que el buque se mantuviera a flote con seis compartimentos inundados.
Externamente, el mayor cambio visual fue la instalación de grandes pescantes tipo pórtico, cada uno propulsado por un motor eléctrico y capaces de botar seis botes salvavidas que se almacenaban en pórticos. El barco fue diseñado para tener ocho juegos de pescantes de pórtico, pero solo se instalaron cinco antes de que el Britannic entrara en servicio en la guerra, y la diferencia se compensó con barcos lanzados por pescantes tipo Welin operados manualmente, como en el Titanic y el Olympic.
Se podían almacenar botes salvavidas adicionales al alcance de los pescantes en el techo de la caseta, y los pescantes de pórtico podían alcanzar los botes salvavidas del otro lado del buque, siempre que ninguna de las chimeneas obstruyera el paso. Este diseño permitía la botadura de todos los botes salvavidas, incluso si el buque desarrollaba una escora que normalmente impediría su botadura por el lado opuesto. Varios de estos pescantes se colocaron a la altura de las chimeneas, lo que frustraba dicho propósito. Los elevadores, que antes paraban en la cubierta A, ahora podían alcanzar la cubierta de botes. El buque transportaba 48 botes salvavidas, con capacidad para al menos 75 personas cada uno. Por lo tanto, los botes salvavidas podían transportar al menos 3600 personas, lo que superaba con creces la capacidad máxima del buque de 3309.

## Historia

### Comienzos
La construcción del Britannic comenzó el 30 de noviembre de 1911 en el astillero de Harland & Wolff en Belfast, con el número de construcción 433, en el resguardo del pórtico previamente ocupado por el Olympic, que permitió a los constructores ahorrar tiempo y dinero al no eliminar un deslizamiento similar en tamaño al de sus buques gemelos. La adquisición de la nave estaba prevista para principios de 1914. Debido a las mejoras introducidas como consecuencia del hundimiento del Titanic, la botadura no se produjo hasta el 26 de febrero de 1914. Se dieron varios discursos frente a la prensa y se organizó una cena en honor a la botadura, comenzando posteriormente los trabajos de acondicionamiento. El barco entró en el dique seco en septiembre y se instalaron sus hélices. 
En agosto de 1914, antes de que el buque pudiera comenzar el servicio transatlántico, Gran Bretaña entró en la I Guerra Mundial. Inmediatamente, a todos los astilleros con contratos del Almirantazgo se les dio prioridad para usar los barcos disponibles. Todos los contratos civiles, incluido el Britannic, se vieron desacelerados. Las autoridades navales requisaron un gran número de barcos como cruceros, mercante armados o para el transporte de tropas. El Almirantazgo pagó a las compañías por el uso de sus navíos, pero el riesgo de perder un barco en operaciones navales era alto. Los grandes transatlánticos no fueron tomados para uso naval, porque los barcos más pequeños eran más fáciles de operar. En este contexto, el Olympic regresó a Belfast el 3 de noviembre de 1914, mientras los trabajos en su buque hermano continuaban lentamente.

### Rumores acerca del nombre

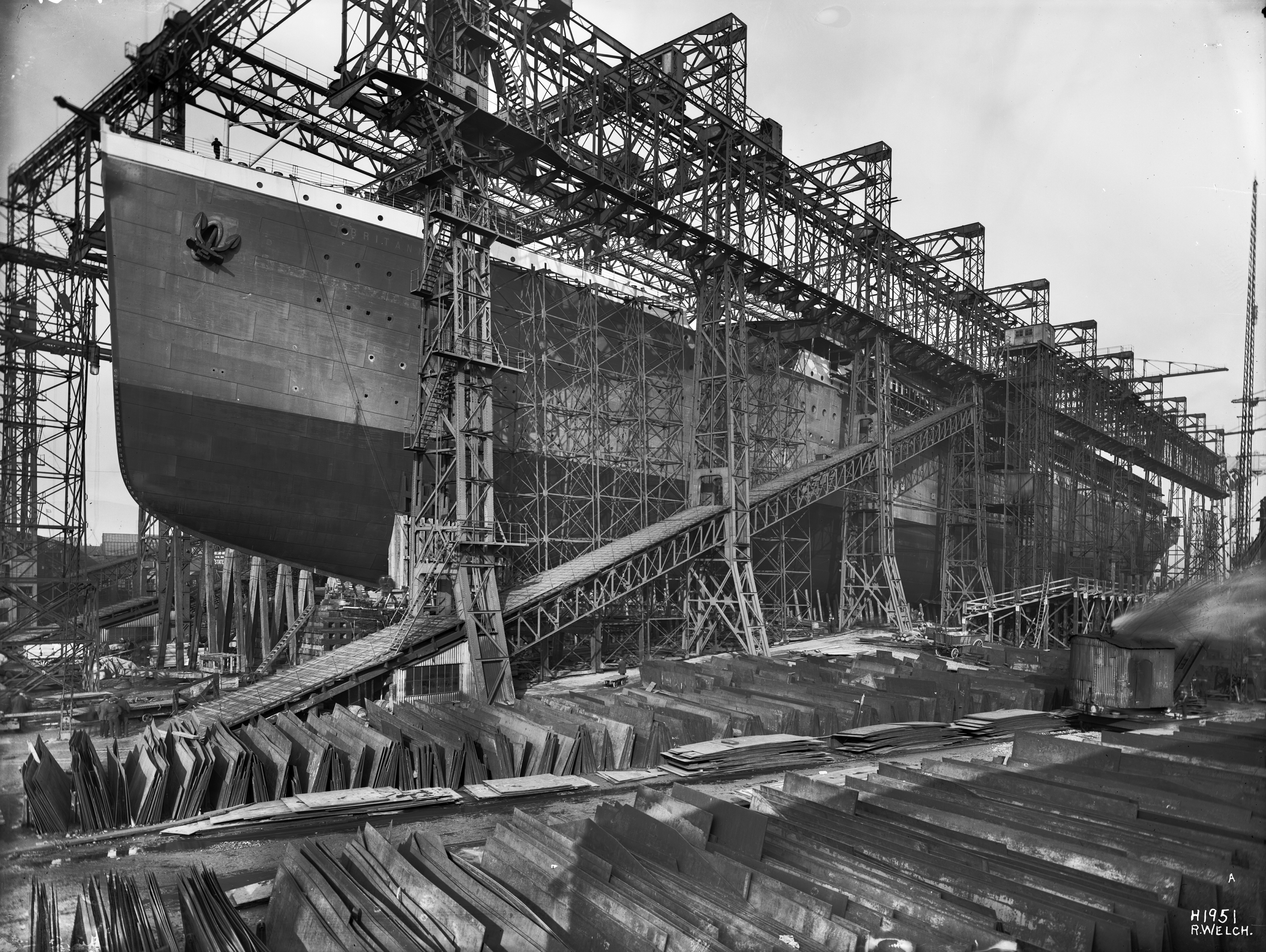
El Britannic en el pórtico de Harland & Wolff, poco antes de su botadura,.

Aunque la White Star Line y los astilleros de Harland & Wolff siempre lo negaron, algunas fuentes permiten suponer que el barco, originalmente, debería haberse llamado «Gigantic» pero, supuestamente, este se habría reemplazado para evitar comparaciones con el malogrado Titanic. Una de ellas es un cartel publicitario de la nave con ese nombre en la parte superior. En un conjunto de documentos en los que se discute la orden de las anclas de la nave, que habrían sigo entregadas con el nombre «Gigantic» grabado, sugieren que ese era el nombre inicial.[cita requerida] Otras fuentes son los periódicos estadounidenses de noviembre de 1911 que establecen la orden de la White Star para el buque, así como otros periódicos de todo el mundo, tanto durante la construcción como inmediatamente después del desastre del Titanic.
Según Simon Mills,[¿dónde?] una copia del libro de pedidos del astillero de Belfast en poder de la Oficina de Registro Público de Irlanda del Norte, fechada en octubre de 1911, tenía escrito el nombre «Gigantic». Por otra parte, Tom McCluskie, director de archivo e historiador de Harland & Wolff, afirmó no haber encontrado nunca ninguna referencia oficial en la que se utilizara o propusiera ese nombre para el tercer buque de la clase Olympic. Se hicieron algunos cambios escritos a mano en el libro de pedidos de Harland & Wolff con fecha de enero de 1912, pero estos no mencionaban el nombre del barco, como se solía especular, y solo se referían a su ancho moldeado.

### Requisición

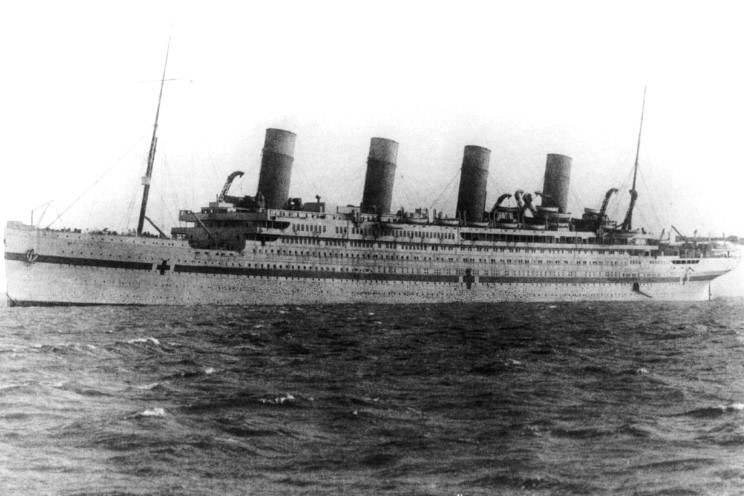
El Britannic fotografiado poco después de entrar al servicio bélico, hacia finales de 1915 / principios de 1916.

La necesidad de aumentar el tonelaje se volvió crítica a medida que las operaciones navales se extendían al Mediterráneo oriental. En mayo de 1915, el Britannic completó sus pruebas de mar y se preparó para la entrada de emergencia al servicio con tan solo cuatro semanas de anticipación. Durante ese mismo mes, se produjo la primera pérdida importante de un barco civil cuando el RMS Lusitania fue torpedeado cerca de las costas irlandesas por el SM U-20. 
Para el mes siguiente, el Almirantazgo decidió utilizar buques de pasajeros recientemente requisados como transportes de tropas en la batalla de Galípoli (también llamada campaña de los Dardanelos). Los primeros en navegar fueron el RMS Mauretania y el RMS Aquitania de la Cunard Line. A medida que los desembarcos en Galípoli resultaban desastrosos y las víctimas aumentaban, se hizo evidente la necesidad de grandes naves hospitalarias para el tratamiento y la evacuación de los heridos. El Aquitania fue desviado a los deberes hospitalarios en agosto —su lugar como transporte de tropas sería ocupado por el Olympic en septiembre—. Luego, el 13 de noviembre de 1915, el Britannic fue requisado como buque hospital desde Belfast. Allí, su casco fue repintado en color blanco con grandes cruces rojas y franjas horizontales en color verde. En el interior, se instalaron 3309 camas para heridos y varios quirófanos. El equipo médico se instaló el 12 de diciembre.

### Servicio

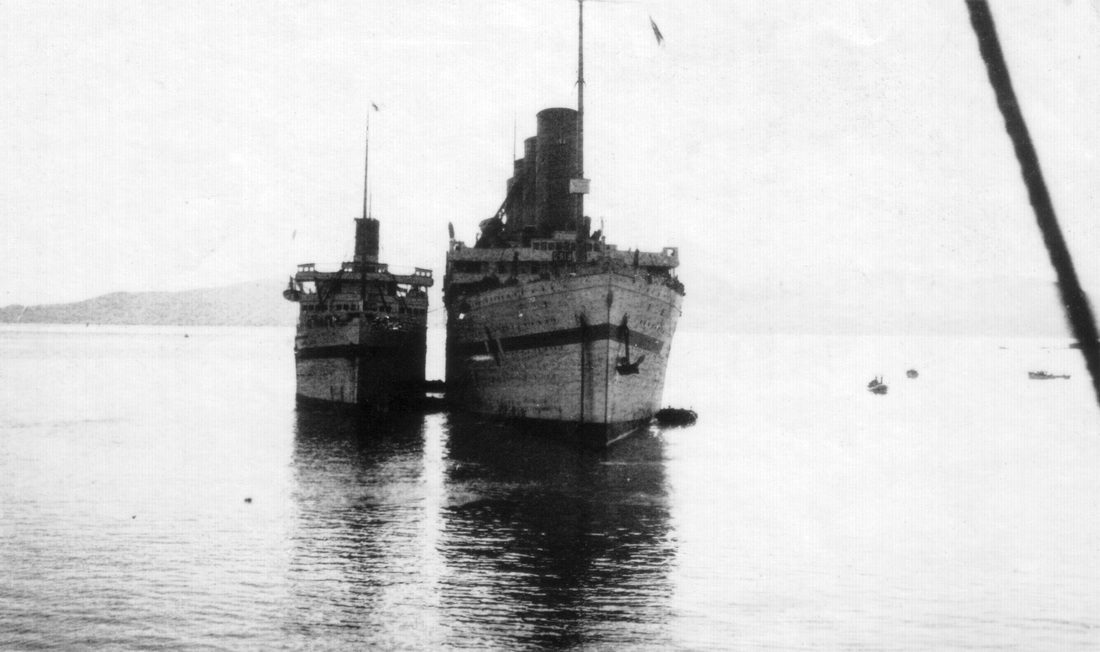
El Britannic fotografiado durante su estancia en el puerto de Moúdros, en octubre de 1916.

El Britannic comenzó su servicio como barco hospital el 23 de diciembre de 1915, bajo el mando del reconocido capitán Charles A. Bartlett (1868–1945). Al servicio de la Cruz Roja británica, realizó viajes hacia la isla de Lemnos (Grecia), evacuando a los soldados heridos en la campaña de Galípoli. También pasó un mes como hospital flotante frente a Cowes en la Isla de Wight (Inglaterra). Más tarde regresó a los astilleros de Harland & Wolff para ser adaptado otra vez como barco de pasajeros, pero el Almirantazgo lo volvió a reclamar para realizar servicios de guerra. Antes de su sexto y último viaje, el Britannic realizó dos viajes más a Moúdros. 

## Aspecto exterior

### RMS Britannic
El aspecto exterior del RMS Britannic era muy similar al del siniestrado Titanic, con la cubierta de paseo A cerrada en su primera mitad, ya fuera para proporcionar un paseo protegido de las borrascas o para incluir un jardín de invierno. Las anclas del buque fueron entregadas con el nombre inicial «Gigantic» grabado y, supuestamente, en el libro de encargos de Harland & Wolff también aparecía este nombre. 
Tras la guerra, el Britannic habría sido reconvertido en transatlántico de lujo. Seguramente se hubiesen desinstalado los pescantes gantry (como en el caso del RMS Arundel Castle y del RMS Windsor Castle). Parte de sus interiores originales podrían haber sido sustituidos por nuevos diseños art déco,[cita requerida] convirtiéndose en el buque más lujoso de su clase. Los planes diseñados para el Britannic demostraron que estaba destinado a superar en lujo a sus barcos gemelos para competir con el SS Imperator, el SS Vaterland y el RMS Aquitania. Se proporcionaron suficientes cabinas para pasajeros divididas en tres clases. La White Star Line anticipó un cambio considerable en su base de clientes. Por lo tanto, la calidad de la tercera clase (destinada a los inmigrantes) se mejoró en comparación con la del Olympic y el Titanic, al igual que en el caso de las instalaciones de segunda clase. Además, la cantidad de tripulantes planeada aumentó a 950, en contraste con los 860 / 880 de sus gemelos.
La calidad de la primera clase también se mejoró. Los niños comenzarían a aparecer como parte de la clientela necesaria para estar satisfechos, y así se construyó una sala de juegos para ellos en la cubierta de botes. Al Igual que los otros barcos de la clase Olympic, las estancias de primera clase incluían las Grandes Escaleras, pero su diseño fue mejorado para que fueran mucho más suntuosas, con mejores detalles en las balaustradas y en los paneles decorativos, además de incluir un gran órgano de tubos para la escalera de proa. La cubierta A se dedicaría en su totalidad a la primera clase, con un salón principal, dos cafeterías Verandah, un salón de fumadores y una sala de lectura. La cubierta B contaría con una peluquería. La innovación más importante fue la de instalar baños privados en casi todas las cabinas de primera clase, siendo los primeros incorporados en un transatlántico (en los buques de la época, la mayoría de los pasajeros debían usar baños públicos, y solo el Olympic incorporaría baños privados a casi todas sus cabinas a finales de los años 1920). 
Estas novedades nunca se instalaron porque el Britannic fue convertido en barco hospital y se hundió antes de que pudiera ingresar al servicio comercial, por lo que las instalaciones planeadas fueron canceladas, destruidas, reutilizadas en otros buques de la White Star (como en el Olympic o el Majestic) o simplemente nunca llegaron a materializarse.

### Órgano de tubos

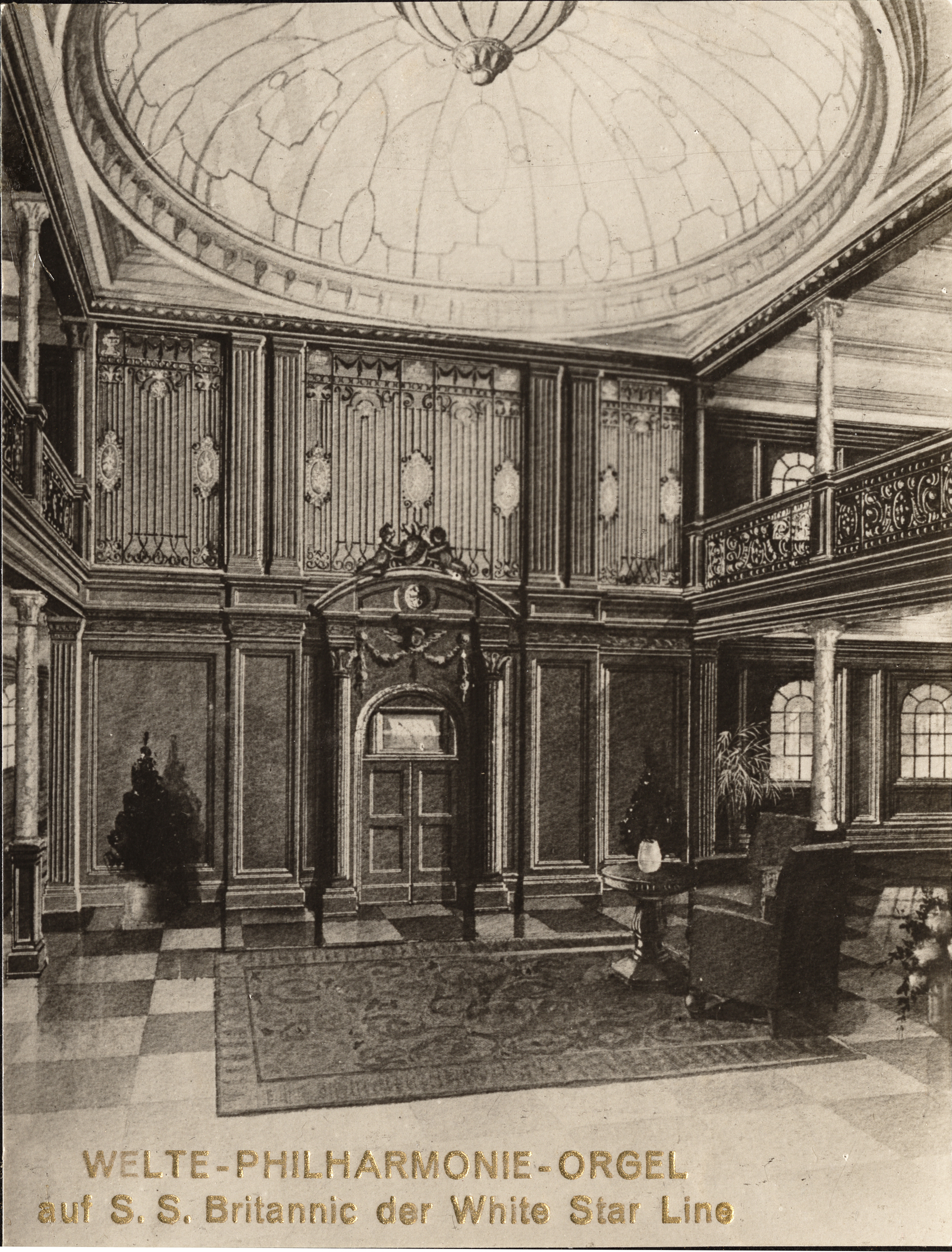
Folleto de 1914, que representa al órgano de tubos diseñado para el Britannic.

Se planeó instalar, frente a la Gran Escalera de proa del Britannic, un órgano filarmónico de Welte. Sin embargo, debido al estallido de la guerra, el instrumento nunca llegó a Belfast.
En abril de 2007, los restauradores de un órgano Welte, actualmente expuesto en el Museo de Máquinas de Música (en alemán: Museum für Musikautomaten) de Seewen, Soleura (Suiza), detectaron que las partes principales del instrumento estaban firmadas por los constructores de órganos alemanes con la palabra «Britanik». Una fotografía de una ilustración en un prospecto de la compañía, encontrado en el legado de Welte en el Museo Agustiniano de Friburgo, demostró que este órgano era el que estaba destinado para el Britannic.

### HMHS Britannic
Como barco hospital, el Britannic ostentaba cinco estaciones de pescantes gantry (al no dar tiempo de instalar las ocho estaciones previstas, el resto de botes se instalaron de dos en dos en estaciones de pescantes welin en la cubierta de botes y en el puente B del castillo de popa) y un enorme casco blanco con tres cruces rojas y una línea verde de proa a popa. Desde la parte frontal de la cubierta B hasta el extremo de popa, había una línea de luces verdes que se encendían de noche.

## Aspecto interior

### Cubierta de botes
El gimnasio y la Gran Escalera fueron utilizados por el equipo médico. El gimnasio siguió con sus aparatos originales. No obstante, la escalera fue modificada por completo. Se retiraron los paneles y decorados, tales como querubines y piñas talladas, quedando tan solo las balaustradas, la cúpula y la pared blanca de acero. Los paneles fueron subastados tras la guerra. En el primer rellano, sobre la pared blanca (donde debería haberse colocado el reloj tallado de «el Honor y la Gloria coronando al Tiempo», presente también en el Titanic y el Olympic), estaba la inscripción «Out of bounds for patients» (en español: «no accesible a los pacientes»), indicando que era una escalera de uso exclusivo para el personal sanitario.

### Cubierta A

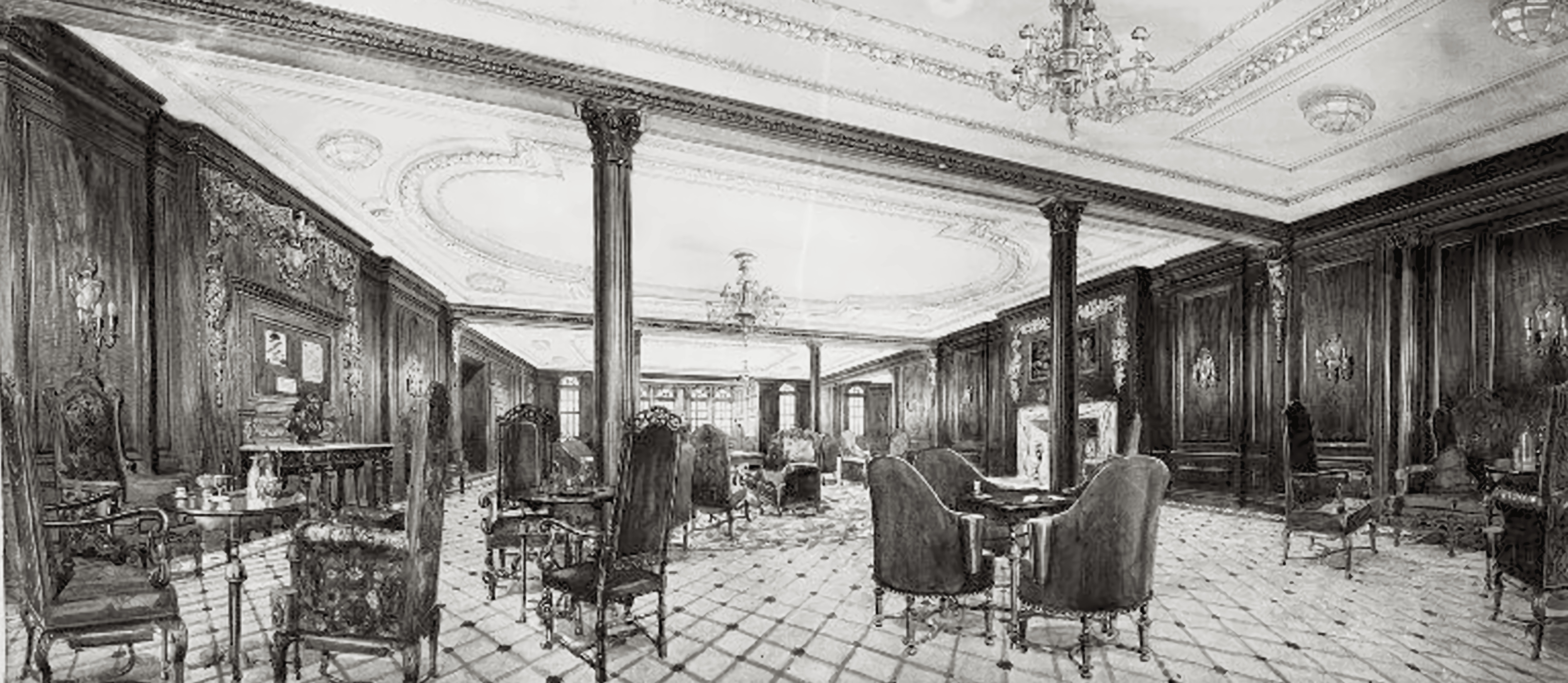
Ilustración de la Sala de Humo de Primera Clase del Britannic.

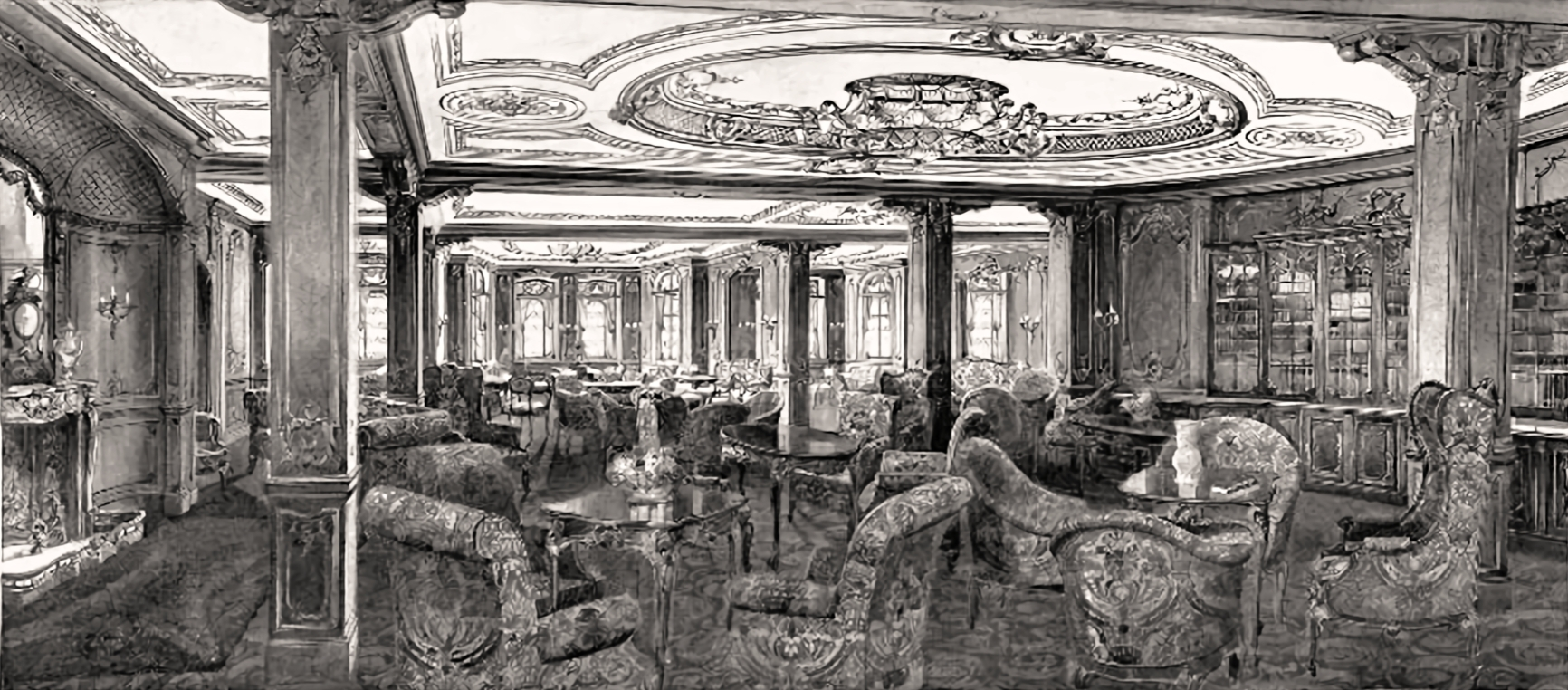
Ilustración de la Sala General de Primera Clase del Britannic.

En esta cubierta se encontraba la Company Office, que estaría situada en el salón de primera clase, en la sala de fumadores o en los cafés Verandah. Aquí también se encontraban los dormitorios de las enfermeras, los paseos de primera clase se transformaron en salas de oficiales y enfermos y la sala de lectura y correspondencia fue utilizada por el personal médico para su uso original.

### Cubierta B
Las salas de fumadores de segunda y tercera clase fueron usadas por los oficiales para el mismo cometido. El paseo cerrado de esa cubierta se usó como sala de hospital para los oficiales. 

### Cubierta C
El pequeño hospital del barco, así como la sala general de tercera clase se transformaron en salas de aislamiento. La biblioteca de segunda clase se convirtió en una sala para los RAMC. Esta cubierta también albergaba cabinas.

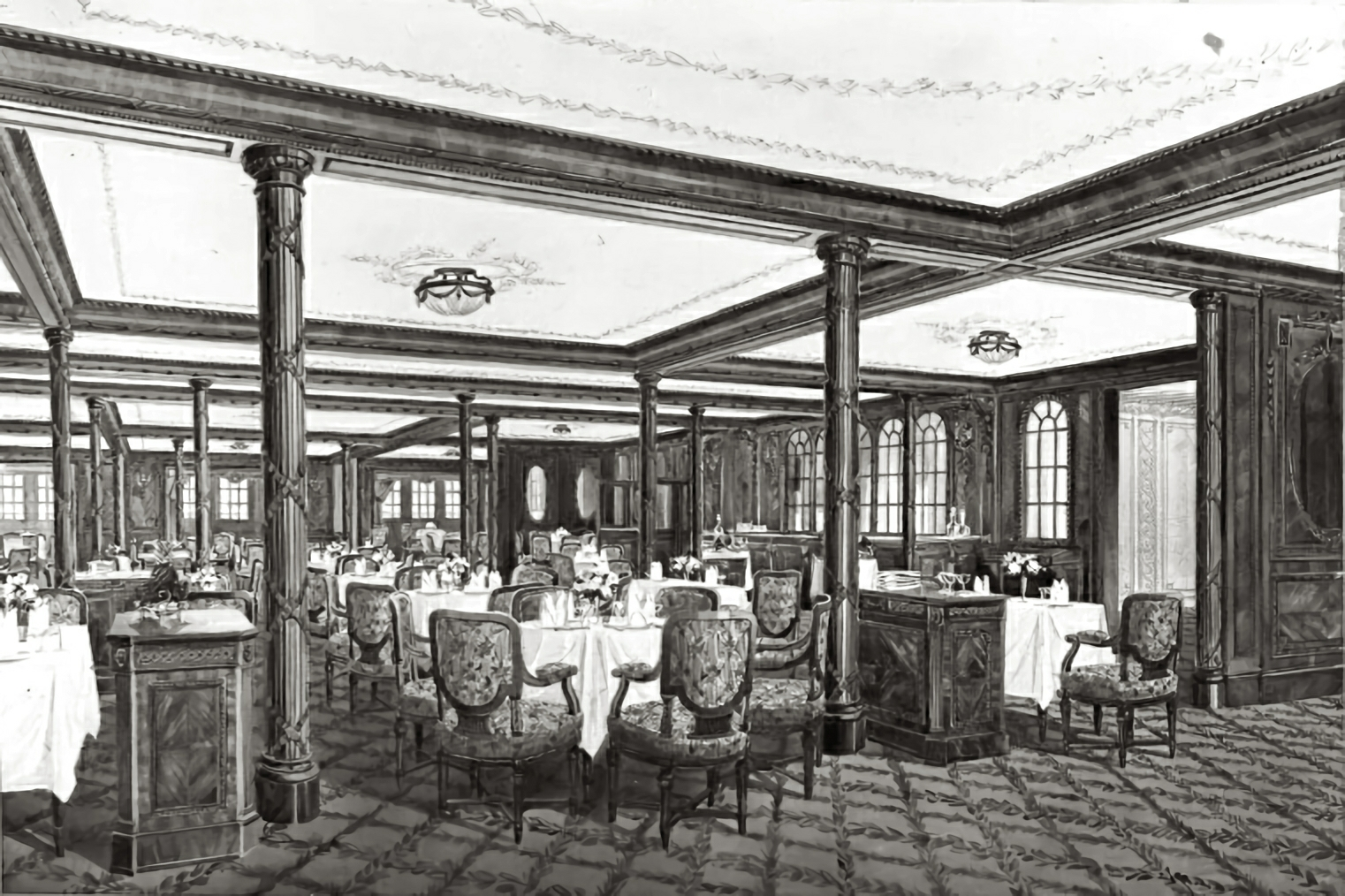
Ilustración del restaurante de primera clase del Britannic.

### Cubierta D
El comedor de primera clase y la sala de recepción en la cubierta D se transformaron en quirófanos.

## La tragedia

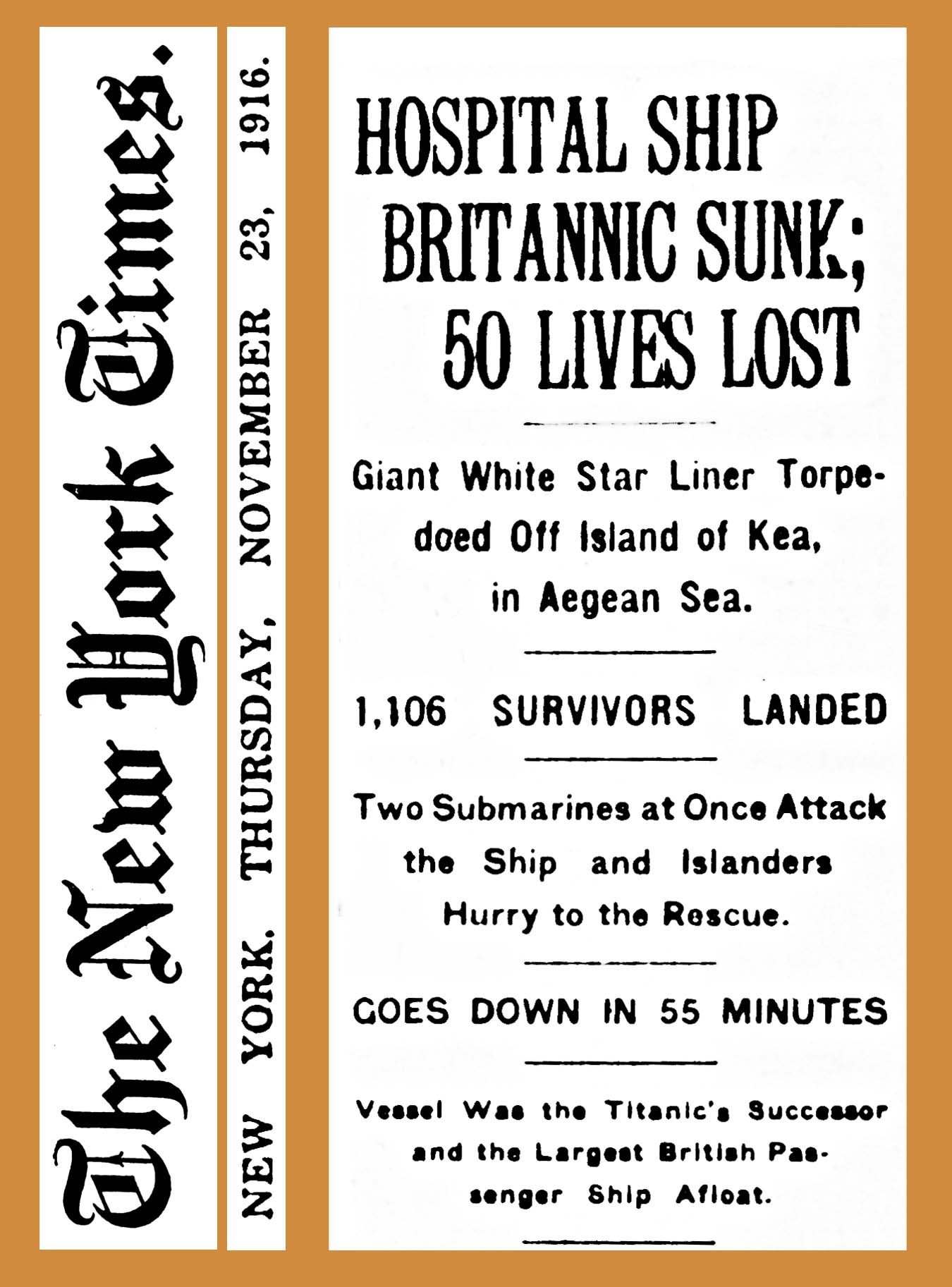
Publicación del New York Times con la noticia del naufragio del Britannic, en donde se informa que las causas del accidente se debían al impacto de dos torpedos lanzados por U-Boot alemanes, que habrían sabido que el barco no llevaba tropas ni heridos. Más tarde, se revelaría que la verdadera causa fue la explosión de una mina. También relata la pérdida de 50 vidas, una cifra errónea, ya que solo fallecieron 30 personas.

A las 08:12 del 21 de noviembre de 1916, una fuerte explosión sacudió la nave. La causa, ya sea un torpedo de un submarino enemigo o una mina, no fue aparente. Más tarde se revelaría que las minas fueron plantadas en el Canal de Ceos durante el mes anterior al hundimiento por el SM U-73 bajo el mando de Gustav Sieß. La reacción en el comedor fue inmediata. Los médicos y enfermeras se retiraron instantáneamente de sus puestos, pero no todos reaccionaron de la misma manera, ya que en la popa, el poder de la explosión fue menor y muchos pensaron que el barco había golpeado una embarcación más pequeña. 
El capitán Bartlett y el oficial jefe Hume estaban en el puente en ese momento y la gravedad de la situación pronto se hizo evidente. La explosión fue en el lado de estribor. La fuerza de la explosión dañó el mamparo estanco 1. Bartlett había intentado embarrancar en la costa de Ceos (que estaba a tres millas de distancia) para salvar el barco, pero el intento no tuvo éxito, y el Britannic se empezó a hundir más rápido al entrar más agua y hacer salir sus hélices y timón de ella, quedando casi sin avance.
Bartlett ordenó que se cerraran las puertas herméticas, envió una señal de socorro y ordenó a la tripulación que preparara los botes salvavidas. Una señal SOS se envió de inmediato y fue recibida por varios otros barcos en el área, entre ellos, el destructor HMS Scourge y la balandra HMS Heroic, pero el Britannic no recibió ninguna respuesta, debido a que la fuerza de la explosión había provocado que los cables de la antena colgados entre los mástiles se rompieran, por lo que, aunque aún se podía enviar transmisiones por radio, el buque ya no podría recibirlas. Este suceso era desconocido tanto para Bartlett como para el operador inalámbrico del barco. 
El Britannic podía mantenerse a flote con un máximo de seis de sus compartimientos estancos inundados. Había cinco mamparos herméticos que se elevaban hasta la cubierta B. Esas medidas se habían tomado después del naufragio del Titanic —el cual solo podía flotar con un máximo de cuatro compartimientos inundados—. El siguiente mamparo crucial entre las salas de calderas 5 y 4 no sufrió daños y debería haber garantizado la supervivencia del Britannic. Sin embargo, había ventanas abiertas a lo largo de las cubiertas inferiores delanteras, las cuales habían sido abiertas por las enfermeras para ventilar las estancias, en contra de la legislación vigente. Por tanto, a medida que aumentaba la inclinación de la nave, el agua alcanzó las ventanas abiertas de estos niveles, lo que le facilitó su acceso al interior del barco y entrar en popa desde el mamparo de las salas de calderas 5 y 4. Como consecuencia, el Britannic había superado el número máximo de compartimientos que podía tener inundados para permanecer a flote, por lo que, irremediablemente, el gran buque se iría a pique. 
En el puente, el capitán Bartlett había considerado volver a aplicar esfuerzos para intentar salvar el barco, a pesar de su condición cada vez más grave. Al mismo tiempo, el personal del hospital se preparó para evacuar a los heridos.

### Evacuación

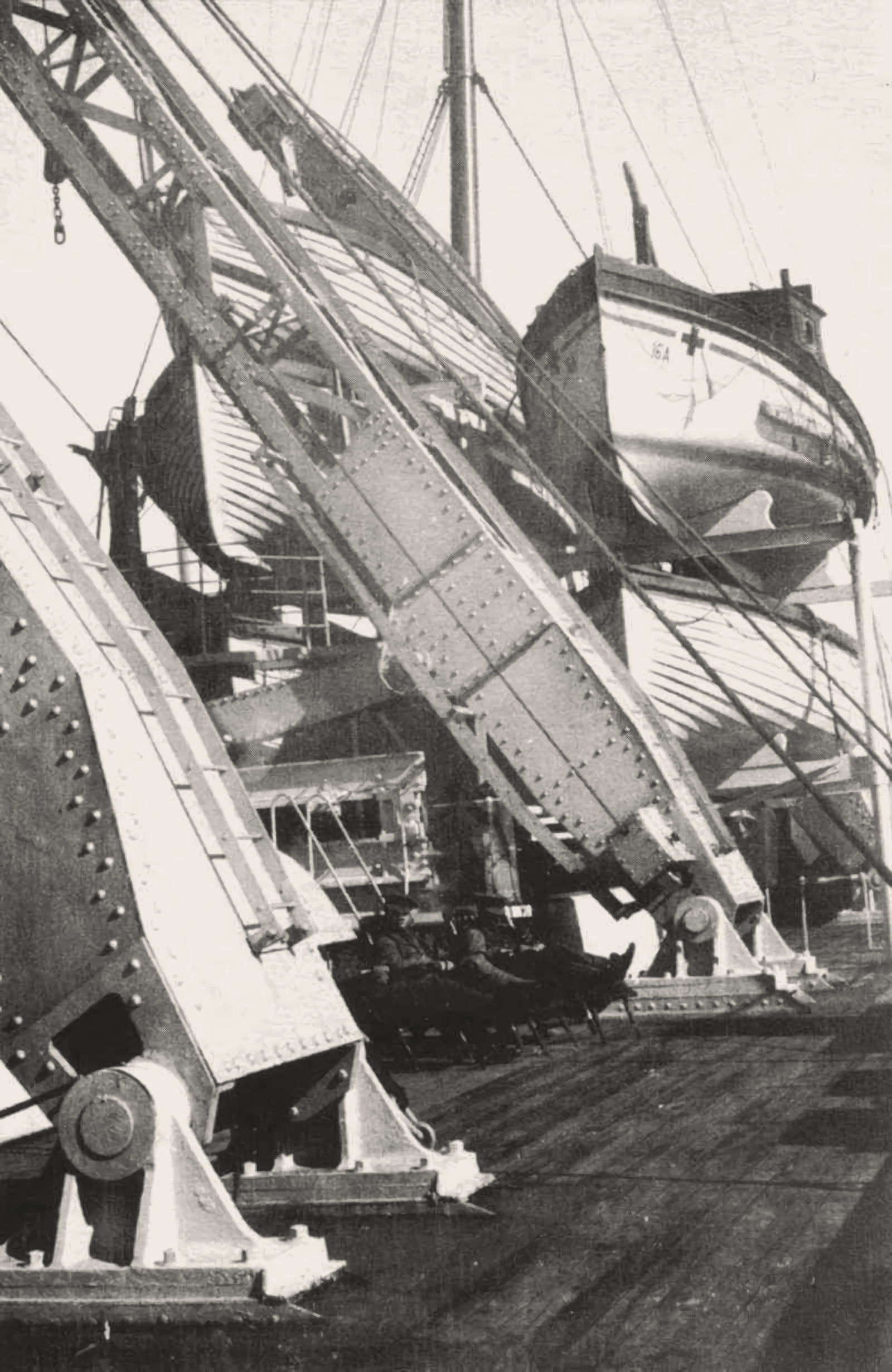
Pescantes gantry a bordo del Britannic, los cuales funcionaban con motores eléctricos y eran capaces de arriar seis botes salvavidas. Tras el hundimento del Titanic se agregaron un total de 55 en comparación con los 20 del Titanic.

Bartlett había dado la orden de preparar los botes salvavidas, pero no permitió que fueran arriados. Todos los viajeros a bordo se llevaron sus pertenencias más valiosas antes de la evacuación. El capellán de la nave recuperó su biblia. Los pocos pacientes y enfermeras a bordo fueron reunidos. El comandante Harold Priestley reunió sus destacamentos del Cuerpo Médico del Ejército Real en la parte posterior de la cubierta A e inspeccionó los camarotes para asegurarse de que no quedara nadie atrás. 
Mientras Bartlett continuaba su desesperada maniobra, la nave se hundía más y más. Los otros miembros de la tripulación comenzaron a poner la primera lancha de salvamento en el agua sin esperar la orden para hacerlo. Bartlett decidió entonces detener la nave y sus motores. No obstante, antes de que pudiera hacerlo, dos botes salvavidas fueron arriados en el agua por el lado de babor. Las hélices, que todavía estaban operativas, succionaron ambas lanchas y las destruyó junto con sus pasajeros. En una de aquellas barcas se encontraba Violet Jessop —que también sobrevivió a la catástrofe del Titanic—, que se salvó lanzándose al mar antes de que su bote fuese destrozado por la hélice. Bartlett finalmente pudo detener los motores del barco antes de que las propelas succionaran más botes.

### Hundimiento
A las 08:45 la escora era tan grande que incluso los pescantes del pórtico estaban inoperables. En este punto, Bartlett concluyó que la velocidad a la que se estaba hundiendo el barco se había reducido, por lo que detuvo la evacuación y ordenó reiniciar los motores con la esperanza de que aún se pudiera salvar el navío. A las 09:00, Bartlett fue informado de que la tasa de inundaciones había aumentado debido al movimiento hacia adelante de la nave y que la inundación había alcanzado la cubierta D. Consciente de que ya no había esperanza de llegar a tierra a tiempo, Bartlett dio la orden final para detener los motores e hizo sonar dos alarmas finales, como el agua ya había llegado al puente, él y el comandante auxiliar Dyke caminaron hacia cubierta y entraron al agua, nadando hacia un bote plegable desde el cual continuaron coordinando las operaciones de rescate.  
El Britannic mientras más se hundía, la inclinación aumentaba, haciendo que el barco quedara casi verticalmente. El buque, al medir casi 275 metros, era más largo que el mar hacia el fondo marino, haciendo que la proa se estrellara con el fondo con la popa aún en la superficie. Al suceder esto, el barco se deslizó hasta desaparecer entre las olas a las 09:07. Violet Jessop —superviviente del naufragio del Titanic, y presente también en el Olympic el día que colisionó con el HMS Hawke— describió los últimos segundos:

"Bajó un poco la cabeza, luego un poco más abajo y aún más abajo. Toda la maquinaria de la cubierta cayó al mar como juguetes de niño. Luego dio un salto temeroso, su popa se alzó a cientos de pies en el aire hasta el último rugido y desapareció en las profundidades, y su ruido yéndose a través del agua fue con una violencia inimaginable... "

El buque se desapareció de la superficie tan solo 55 minutos después de la explosión, tardando así menos de la mitad que lo que tardó el Titanic en hundirse. El Britannic fue el barco más grande perdido en la Primera Guerra Mundial. Los más de 1000 supervivientes fueron rescatados por varios barcos tras el naufragio.

### Rescate

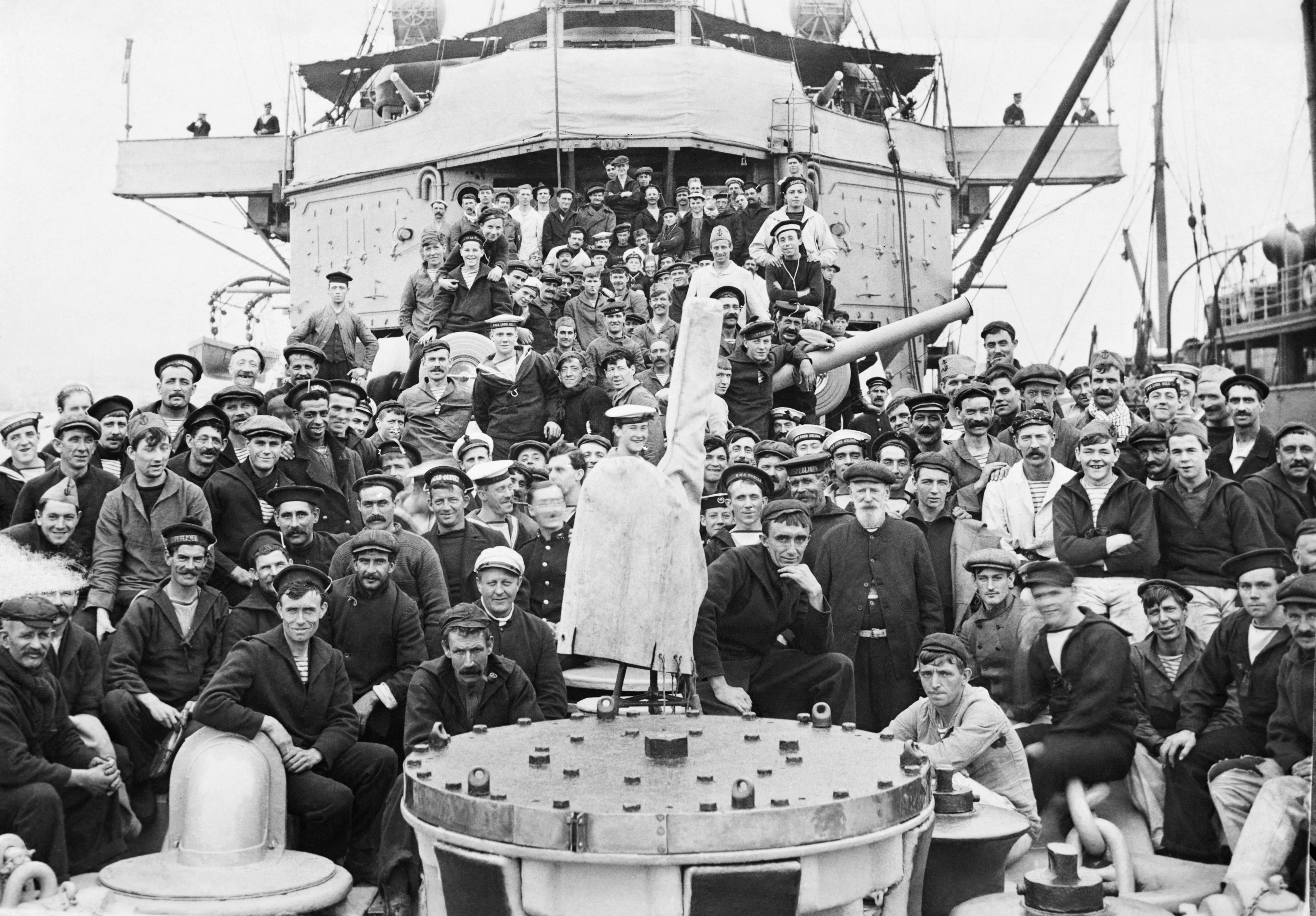
Varios de los supervivientes del hundimiento fotografiados a bordo del HMS Scourge.

En comparación con el Titanic, el rescate se vio facilitado por tres factores: la temperatura fue más alta (21 °C /70 °F en comparación con los −2 °C /28 °F del Titanic), más botes salvavidas estaban disponibles (35 se lanzaron y se mantuvieron a flote en comparación con los 20 del Titanic) y la ayuda estuvo más cerca (llegó menos de dos horas después de la primera llamada de socorro en comparación con las tres horas y media que tardó el Carpathia en llegar a la posición del Titanic).
Los primeros en llegar a la escena fueron los pescadores de Ceos, que recogieron a muchos hombres del agua. A las 10:00, el HMS Scourge avistó las primeras lanchas de salvamento y 10 minutos más tarde se detuvo y recogió a 339 sobrevivientes. El navío de embarque armado HMS Heroic había llegado unos minutos antes y había recogido 494. Unos 150 habían llegado a Coresia, en Ceos, donde los sanitarios que habían sobrevivido al naufragio intentaban salvar a los heridos, usando delantales y salvavidas para hacer apósitos. Un pequeño muelle estéril sirvió como sala de operaciones.

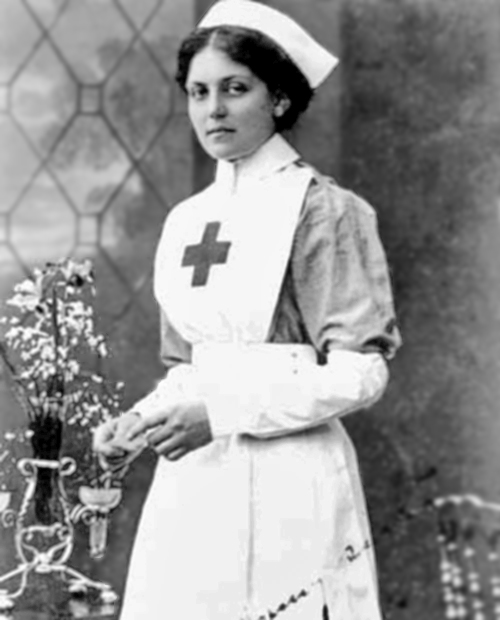
Violet Constance Jessop, superviviente del hundimiento del Britannic, quien había servido en el Titanic dos años antes.

El Scourge y el Heroic no tenían espacio en cubierta para más supervivientes, y se fueron a El Pireo señalando la presencia de los que quedaron en Coresia. El HMS Foxhound llegó a las 11:45 y, después de barrer el área, atracó en el pequeño puerto a las 13:00 para ofrecer asistencia médica y embarcar a los sobrevivientes restantes. A las 14:00 llegó el crucero ligero HMS Foresight. El Foxhound partió hacia El Pireo a las 14:15, mientras el Foresight se quedó para organizar el entierro en Ceos del sargento William Sharpe de la RAMC, que había fallecido por sus heridas. Otros dos hombres murieron en el Heroic y uno en el tirón francés Goliat. Los tres fueron enterrados con honores militares en el cementerio consular y naval de El Pireo. La última muerte fue de G. Honeycott, quien murió en el Hospital Ruso de El Pireo poco después de los funerales.
En total, 1035 personas sobrevivieron al hundimiento, que se saldó con la vida de 30 personas. De los fallecidos, solo cinco cadáveres fueron enterrados; otros nunca fueron recuperados y son honrados en los monumentos en Salónica (el Mikra Memorial) y Londres. Otras 38 personas resultaron heridas (18 tripulantes, 20 RAMC). Los supervivientes fueron alojados en los buques de guerra que estaban anclados en el puerto del Pireo, mientras que las enfermeras y los oficiales fueron alojados en hoteles separados en Phaleron. Muchos ciudadanos griegos y funcionarios asistieron a los funerales. Los supervivientes fueron enviados a casa y pocos llegaron al Reino Unido antes de Navidad.

### Pecio
El pecio del Britannic fue descubierto el 3 de diciembre de 1975 por el explorador francés Jacques Cousteau, y fue explorado posteriormente en 1976. Fue localizado a 2,78 millas (5,16 km) al noroeste de Coresia y reposa a una profundidad de 120 metros. Es considerado un cementerio de guerra y, por tanto, su exploración es limitada aunque accesible por buzos profesionales. 
El pecio se encuentra recostado totalmente sobre su lado de estribor y, en comparación con el Titanic, está relativamente bien conservado. Tiene la proa retorcida a causa del hundimiento, fijada al resto del casco por unas pocas piezas de la cubierta B y, además, presenta un gran agujero proyectado hacia afuera que sugiere una gran explosión interna. Los interiores del Britannic están bastante bien conservados y hoy en día es el mayor transatlántico hundido.
A mediados de 1995, durante una expedición filmada por NOVA, Robert Ballard, descubridor de los restos del Titanic, exploró el pecio con robots submarinos. No inspeccionó el interior del barco, pero localizó las cuatro chimeneas. En 2003, Carl Spencer dirigió un equipo que entró en el buque y descubrió un número de anclas de minas en el lecho marino, confirmando las anotaciones del submarino alemán U-73 de que el Britannic fue hundido por una única mina.

### Debates acerca del hundimiento
Durante años se generaron muchos debates sobre el hundimiento, sobre todo desde el descubrimiento de los restos del Britannic por Jacques Cousteau, quien tras realizar investigaciones demostró que en la sección de proa efectivamente había un agujero causado por una explosión, pero todo apuntaba a que se hubiera originado desde el interior del barco, en lugar de ser desde fuera hacia dentro, como debería ser si la explosión hubiera sido externa. A raíz de eso, se ha debatido durante mucho tiempo si el Britannic fue torpedeado o si fue un acto de sabotaje llevado a cabo por el Imperio alemán, quien buscaba doblegar al orgullo de los marinos ingleses.

## Adaptación al cine
En el año 2000 la historia del naufragio del Britannic fue adaptada al cine. La película, Britannic, contó con la participación de Edward Atterton, Amanda Ryan y Jacqueline Bisset. A diferencia de los hechos reales del hundimiento, en la película se muestran muchas libertades en cuanto a la historia, como por ejemplo la claridad y profundidad en la trama sobre un espía alemán a bordo de la nave, un motín y un intento de torpedeo y la creencia en el sabotaje del barco.